# Veliki orijent Ugarske
Veliki orijent Ugarske (mađa. Magyarország Nagy-Oriense) je bila slobodnozidarska velika loža koja je djelovala od 1872. do 1886. godine na teritoriju Zemalja Krune sv. Stjepana.

## Povijest
Godine 1795. godine carskim dekretom car Franjo II. zabranjeno je slobodno zidarstvo u čitavoj Habsburškoj Monarhiji, a time i u Ugarskoj, pa su tako prestale s radom masonske lože. Nakon Austro-ugarske nagodbe 1867. godine Ugarska je postala zasebna kraljevina unutar Austro-Ugarske što je omogućilo slobodnom zidarstvu da se formalno ponovno uspostavi. 
Veliki orijent Francuske je od 1869. godine u Ugarskoj formirao desetak loža koje su 1872. godine osnovale Veliki orijent Ugarske.
Veliki orijent Ugarske i Velika loža Ivanovskog reda Ugarske su se ujedinili 21. ožujka 1886. godine formirajući novu Veliku simboličku ložu Ugarske koja se tada sastojala od 26 loža koje su imale ukupno 1800 članova.

## Ustroj
Sjedište Velikog orijenta Ugarske bilo je u Budimpešti. 
Veliki majstor Velikog orijenta Ugarske bio je George Ioanovici (mađ. György Joannovics) od osnivanja 1872. pa sve do gašenja 1886. godine. Ioanovici je kasnije bio i veliki majstor Velike simboličke lože Ugarske, od 1896. do 1909. godine.

### Lože
Veliki orijent je u 1886. godini, prije ujedinjenja u Veliku simboličku ložu Ugarske, imao 12 masonskih loža od ukupno 30 koliko ih je bilo osnovano. Ove lože su:
- Loža "Matija Korvin" (Corvin Mátyás páholy) br. 1, Budimpešta – nosila je naziv po Matiji Korvinu, hrvatsko-ugarskom kralju
- Loža "Humboldt" (Humboldt páholy) br. 2, Budimpešta
- Loža "Hungaria" (Hungária páholy) br. 12, Budimpešta
- Loža "Koloman" (Könyves Kálmán páholy) br. 14, Budimpešta – nosila je naziv po Kolomanu, ugarskom i hrvatsko-dalmatinskom kralju iz ugarske dinastije Arpadovića.
- Loža "Bratstvo u podnožju Karpata" (Fraternitas a Kárpátok tövében páholy) br. 21, Žilina
- Loža "Ákácz" (Ákácz páholy) br. 22, Törökszentmiklós (današnja Jaziško-velikokumansko-szolnočka županija)
- Loža "Napredak" (Haladás páholy) br. 23, Debrecin
- Loža "Schiller" (Schiller páholy) br. 25, Bratislava
- Loža "Eötvös" (Eötvös páholy) br. 27, Budimpešta
- Loža "Franjo Rakoci" (Rákóczi Ferenc páholy) br. 28, Sátoraljaújhely (današnja Boršod-abaújsko-zemplénska županija)
- Loža "Irenea" (Irenea páholy) br. 29, Karansebeš
- Loža "Ferenc Deák" (Deák Ferencz páholy) br. 30, Budimpešta

Do 1886. ugašene su sljedeće lože koje su bile pod zaštivom Velikog orijenta:
- Loža "Hunyady" (Hunyady páholy) br. 3, Temišvar
- Loža "Napredak" (Haladás páholy) br. 4, Košice
- Loža "Bratstvo" (Fraternitas páholy) br. 5, Arad
- Loža "Jednakost" (Egalitas páholy) br. 6, Vršac
- Loža "Kozmos" (Cosmos páholy) br. 7, Oravica (današnja Karaš-severinska županija)
- Loža "Konkordija" (Concordia páholy, ) br. 8, Nové Zámky
- Loža "Kozmos" (Cosmos páholy) br. 9, Budimpešta
- Loža "Svjetlost" (Világosság páholy) br. 10, Berehovo (današnja Zakarpatska oblast)
- Loža "Nada" (Remény páholy) br. 11, Satu Mare
- Loža "Velikodušnost" (Grossmuth páholy) br. 13, Budimpešta
- Loža "Mir" (Béke páholy) br. 15, Békéscsaba
- Loža "Konvergencija" (Összetartás páholy) br. 16, Budimpešta
- Loža "Feniks" (Phönix páholy) br. 17, Gherla
- Loža "Jednakost" (Egyenlőség páholy) br. 18, Užgorod
- Loža "Do stijene istine" (Zum Fels der Wahrheit páholy) br. 19, Bela Crkva
- Loža "Sporazum" (Egyetértés páholy) br. 20, Košice
- Loža "Tales" (Thales páholy) br. 24, Zrenjanin – nosila naziv po Talesu
- Loža "Sloboda" (Libertas páholy) br. 26, Novi Sad